# بابک بادکوبه
بابک (حسن) بادکوبه متخصص ارتباطات، تبلیغات و بازاریابی و برند سازی، سخنران و مشاور و بازیگر، مجری، نویسنده و کارگردان، تهیه‌کننده و سرمایه‌گذار سینما و تلویزیون متولد ایران است.

## زندگی‌نامه
بابک بادکوبه زاده ۹ شهریور ۱۳۵۶ در محله شهر زیبا تهران است. پدرش محمدرضا بادکوبه سابقهٔ کار در حوزه نویسندگی، کارگردانی و تهیه‌کنندگی در تلویزیون دارد و همچنین از مدیران سابق واحد ورزش شبکه دو تلویزیون ملی ایران بوده‌است.
فعالیت در تلویزیون را در ۶ سالگی و بازی در پلاتوهایی به اسم بچه‌ها اینو شنیدید؟ شروع کرد. در سال ۴ ۱۳۶ در سریال در خانه اثر مشترک بیژن بیرنگ و مسعود رسام در نقش محسن پسر آقای خورشیدی با اکبر عبدی، شهلا ریاحی و رؤیا افشار هم‌بازی شد. ۲ سال بعد در سریال دیگری به نام کودکانه به کارگردانی بیژن بیرنگ و مسعود رسام بازی کرد. در سال ۱۳۶۹ در فیلم سینمایی سفر جادویی به کارگردانی ابوالحسن داوودی بازی کرد. پس از آن تا سن ۲۰ سالگی، بیشتر به عنوان مجری در برنامه‌های کودک و نوجوان کار کرد؛ برنامه‌هایی مانند تابستانه، پاییزه، سبز، سفید، قرمز و با جوانان. در ۲۰ سالگی در حین اجرا و بازیگری در تلویزیون و سینما به همراه پدرش محمدرضا بادکوبه مؤسسه فرهنگی هنری روزگارطرفه را تأسیس کرد و به کار فرهنگی و مشاوره تبلیغات و برندینگ مشغول شد. وی در همین راستا در سال ۱۳۸۳ به عضویت هیئت شرکت رؤیای طلایی شهر درآمد.

## ارتباطات و بازاریابی
در سال ۱۳۷۶ بابک بادکوبه به همراه پدرش مؤسسه فرهنگی هنری روزگارطرفه را تأسیس کرد و به کار فرهنگی و مشاوره تبلیغات و برندینگ مشغول شد و از فضای اجرا و بازیگری فاصله گرفت.
در سال ۱۳۹۰ شرکت تبلیغاتی راهبردهای ارتباطی خلاق بادکوبه را تأسیس و اکنون مدیرعامل این مجموعه است. وی هم‌اکنون مدیرمسئول فصلنامه تخصصی ارتباطات، تبلیغات و برند سازی بادکوبه و انتشارات بادکوبه است.
از دیگر فعالیت‌های فرهنگی او می‌توان به ساخت بیش از ۱۵۰ آگهی تلویزیونی فرهنگی با موضوع
منع خشونت علیه زنان، رعایت حق تقدم، محیط زیست، گرم شدن کره زمین، احترام به پدر و مادر و حمایت از کودکان و غیره، اشاره کرد که پس از گذشت سال‌ها از ساخت، برخی از آن‌ها هنوز در حال پخش و ترویج در تلویزیون و شبکه‌های اجتماعی هستند. همچنین وی تهیه‌کننده بیش از ۵۰۰ عنوان آگهی تلویزیونی تبلیغاتی تجاری نیز است که برخی از آن‌ها از آگهی‌های شاخص ساخته‌شده در ایران هستند.
وی در طول بیش از ۲۰ سال فعالیت حرفه‌ای خود در زمینه ارتباطات، تبلیغات و بازاریابی، مشاور مدیران و برندهای برتر بین‌المللی و محلی کشور مثل ال جی، یونیلیور، هنکل، پژو و همچنین خالق برندهای بزرگی چون پفیلا، ماکارونی مک، آپ، هف هشتاد، سنجابک، ایزی پایپ، کویرتایر ،بله، شودر، شصت و فامیلا بوده‌است و جایگاه‌یابی مجدد برندهایی چون چای شهرزاد، برتر، بیمه دی، بیمه معلم، بانک ملت، هافمن، بانک ملی، مدرسان شریف، کاچیران، اسنوا، هیمالیا، خیریه زنجیره امید، کمیته امداد را در کارنامه خود دارد.
او مؤسس مدرسه بادکوبه است که به آموزش تخصصی ارتباطات تبلیغات و بازاریابی و برند می‌پردازد.
وی همچنین به‌عنوان سخنران حرفه‌ای در تد ایران و همایش‌ها، دانشگاه‌ها و سمینارهای مختلف به‌طور رایگان سخنرانی و تجربیاتش را در اختیار علاقه‌مندان قرار می‌دهد.

## سینما و تلویزیون
بابک بادکوبه از ۶ سالگی (سال ۱۳۶۱) و با بازی در برنامه تلویزیونی «بچه‌ها اینو شنیدید؟» فعالیت هنری خود را آغاز کرد.
معروف‌ترین حضور تلویزیونی او بازی در سریال قدیمی و خاطره‌انگیز «در خانه» (سال ۱۳۶۴) اثر مشترک بیژن بیرنگ و مسعود رسام است. در این سریال اکبر عبدی، شهلا ریاحی و رؤیا افشار بازی می‌کردند.
همکاری بابک بادکوبه با بیژن بیرنگ و مسعود رسام در سریال‌های «کودکانه (فیلم)|کودکانه» (۱۳۶۶) و «همسایه‌ها» (۱۳۶۷) ادامه پیدا کرد.
فیلم سینمایی «سفر جادویی» (۱۳۶۹) اولین تجربه حرفه‌ای او در سینما به کارگردانی ابوالحسن داوودی است.
تا سال ۱۳۷۵ به عنوان مجری در برنامه‌های تلویزیونی و برنامه‌های کودک و نوجوانی مانند تابستانه، پاییزه، سبز، سفید، قرمز، با جوانان و بام روشنایی حضور داشت و سریال تلویزیونی «جستجو گران جوان» را نوشت و کارگردانی کرد، همچنین در اواخر دهه هفتاد برنامه طنز تلویزیونی «لوسه لوسه» با نویسندگی و کارگردانی و تهیه‌کنندگی او از شبکه دو سراسری و برنامه علمی ۹۰ قسمتی کاوش با نویسندگی و کارگردانی او از شبکه یک پخش شد.
او پس از سال‌ها دوری از بازیگری در سال ۱۳۸۶ در فیلم «هم‌خانه» به کارگردانی مهرداد فرید مجدد با اکبر عبدی هم‌بازی شد.
در اواخر سال ۱۳۹۳ برنامه زندهٔ تلویزیونی «اینجا آینده» را که شامل چند قسمت مختلف با موضوعات اجتماعی، سیاسی، ورزشی بود؛ با تهیه‌کنندگی و اجرای خود بر روی آنتن شبکه یک برد. آخرین قسمت این برنامه که ویژهٔ تحویل سال ۱۳۹۴ بود و با اجرای علی ضیاء پخش شد؛ با پخش بیش از ۱۴ ساعت برنامه زنده، به نوعی رکورد اجرا و پخش برنامه زنده در صدا و سیما محسوب می‌شود.
در سال ۱۳۹۶ سرمایه‌گذاری فیلم سینمایی «درساژ» به کارگردانی برادرش پویا را به عهده گرفت. این فیلم پرافتخارترین فیلم سال ۹۶ سینمای ایران از لحاظ دریافت جوایز داخلی و بین‌المللی بود. فیلم درساژ در مجموع کاندید و برنده بیش از ۲۰ جایزه ایرانی و بین‌المللی شد که از مهم‌ترین آن‌ها می‌توان به جایزه طلایی بهترین فیلم سینمایی جشنواره فیلم‌های شرقی ژنو ۲۰۱۹، جایزه ویژه هیئت داوران برلین ۲۰۱۸، سیمرغ بلورین بهترین فیلم اول سی و ششمین جشنواره جهانی فیلم فجر ۱۳۹۷ و جایزه بهترین بازیگر زن شانگهای ۲۰۱۸ اشاره کرد.

فیلم سینمایی درساژ - جشنواره فیلم فجر

همچنین بابک (حسن) بادکوبه سرمایه‌گذار و تهیه‌کننده فیلمهای کوتاه همسایه طبقه بالادر سال ۱۳۹۶، مریخ در سال ۱۳۹۵، بلیط به بهشت در سال ۱۴۰۰ ومسافرخانه هدایت ۱۴۰۱ بوده‌است.

## انیمیشن
از سال ۱۳۸۳ بابک بادکوبه شروع به تولید انیمیشن برای کودکان کرد و تا سال ۱۳۹۳ به تولید بیش از ۲۵۰۰ دقیقه سریال و فیلم انیمیشن با موضوعات اجتماعی، فرهنگ‌سازی و آموزش کودکان پرداخت.

## آثار

### سینما
| سال تولید | نام فیلم         | سمت                   | کارگردان        | توضیحات |
| --------- | ---------------- | --------------------- | --------------- | --- |
| ۱۳۶۹      | سفر جادویی       | بازیگر                | ابوالحسن داوودی | این فیلم برنده جایزه قاهره نقره بهترین فیلم بلند در سومین دوره جشنواره بین‌المللی فیلم‌های کودکان قاهره (۱۳۷۰) و برنده پروانه طلایی بهترین فیلم در ششمین دوره جشنواره کودکان و نوجوانان (۱۳۶۹) شد |
| ۱۳۸۶      | هم‌خانه           | بازیگر                | مهرداد فرید     | این فیلم هم مجدداً با بازیگری اکبر عبدی و بابک بادکوبه مثل فیلم قبلی ساخته شد. |
| ۱۳۹۵      | مریخ             | سرمایه‌گذار تولیدکننده | پویا بادکوبه    | فیلم کوتاه |
| ۱۳۹۶      | درساژ            | سرمایه‌گذار            | پویا بادکوبه    | این فیلم پر افتخارترین فیلم سال سینما ایران شد و موفق به سیمرغ بهترین فیلم جشنواره بین‌المللی فجر و کسب جایزه از جشنواره برلین و چندین جایزه بین‌المللی دیگر گردید.                               |
| ۱۳۹۶      | همسایه طبقه بالا | تولیدکننده            | پویا بادکوبه    | فیلم کوتاه |
| ۱۳۹۹      | تارا             | سرمایه‌گذار تولیدکننده | کاوه قهرمان     | فیلم کوتاه |
| ۱۴۰۰      | مسافرخانه        | تولیدکننده            | پویا بادکوبه    | فیلم کوتاه |

### تلویزیون
| سال       | نام                | سمت              | کارگردان                | توضیحات |
| --------- | ------------------ | ---------------- | ----------------------- | --- |
| ۱۳۶۲      | بچه‌ها اینو شنیدید؟ | بازیگر           | خانم عرب                | یک نمایش کمدی در ۵۲ قسمت |
| ۱۳۶۵      | در خانه            | بازیگر           | بیژن بیرنگ - مسعود رسام | سریال شبانه در ۱۳ قسمت که در دوران خودش محبوب‌ترین سریال تلویزیون بود.                                                           |
| ۱۳۶۷      | همسایه‌ها           | بازیگر           | بیژن بیرنگ - مسعود رسام | سریال مناسبتی برای نوروز ۶۸ |
| ۱۳۷۲–۱۳۷۳ | تابستانه           | مجری             | امیر سماواتی            | برنامهٔ تلویزیونی ترکیبی، محصول گروه کودک و نوجوان شبکه ۲ در ۹۰ قسمت                                                             |
| ۱۳۷۲–۱۳۷۳ | پاییزه             | مجری             | امیر سماواتی            | برنامهٔ تلویزیونی ترکیبی، محصول گروه کودک و نوجوان شبکه ۲ در ۹۰ قسمت                                                             |
| ۱۳۷۲–۱۳۷۳ | سبز، سفید، قرمز    | مجری             | امیر سماواتی            | برنامهٔ تلویزیونی ترکیبی، محصول گروه کودک و نوجوان شبکه ۲ در ۹۰ قسمت                                                             |
| ۱۳۷۲–۱۳۷۳ | جست‌وجوگران جوان    | کارگردان نویسنده | بابک بادکوبه            | سریال ۱۳ قسمتی برای گروه سنی نوجوان و جوان                                                                                      |
| ۱۳۷۶      | با جوانان          | مجری             |                         | برنامه زنده گفتگو محور از شبکه ۳ در ۲۶ قسمت                                                                                     |
| ۱۳۷۹      | کاوش               | کارگردان نویسنده | بابک بادکوبه            | برنامه تلویزیونی ۹۰ قسمتی محصول شبکه یک                                                                                         |
| ۱۳۹۳–۱۳۹۴ | اینجا آینده        | تهیه‌کننده مجری   | پویا بادکوبه            | برنامهٔ تلویزیونی که از شبکه ۱ پخش شد. قسمت آخر آن به عنوان ویژه برنامه تحویل سال نو به مدت بیش از ۶ ساعت به صورت مستقیم پخش شد. |
| ۱۳۹۹      | سلام صبح بخیر      | کارشناس          | محمود کریمی             | برنامه زنده تلویزیونی شبکه۳ سیما                                                                                                |

### انیمیشن و ویژوئال افکت
| سال تولید | نام برنامه       | سمت                | توضیحات                                     |
| --------- | ---------------- | ------------------ | ------------------------------------------- |
| ۱۳۸۳      | سریال برفک       | تهیه‌کننده          | سریال ۲۶ قسمتی انیمیشن برای پخش از تلویزیون |
| ۱۳۸۳      | قلعه سرخ         | تهیه‌کننده          | فیلم کوتاه                                  |
| ۱۳۸۳      | زمینی            | تهیه‌کننده          | فیلم کوتاه                                  |
| ۱۳۸۳      | بابک و نقاشی‌هایش | تهیه‌کننده کارگردان | سریال ۱۳ قسمتی                              |
| ۱۳۸۴      | مهربانان         | تهیه‌کننده          | سریال ۷ قسمتی                               |
| ۱۳۸۴      | رقص شیطان        | تهیه‌کننده          | فیلم کوتاه                                  |
| ۱۳۸۴      | دوستان جنگل ۱    | تهیه‌کننده          | سریال ۲۶ قسمتی                              |
| ۱۳۸۴–۸۵   | جنگل ما          | تهیه‌کننده          | سریال ۲۶ قسمتی                              |
| ۱۳۸۵      | کوه نورانی       | تهیه‌کننده          | فیلم کوتاه                                  |
| ۱۳۸۵      | سبزتر از بهار    | تهیه‌کننده          | فیلم کوتاه                                  |
| ۱۳۸۵      | بن‌بست            | تهیه‌کننده          | فیلم کوتاه                                  |
| ۱۳۸۵      | آرامش ابدی       | تهیه‌کننده          | فیلم کوتاه                                  |
| ۱۳۸۵      | صبح بخیر آقای    | تهیه‌کننده          | فیلم کوتاه                                  |
| ۱۳۸۶      | باغ مخفی         | تهیه‌کننده          | فیلم کوتاه                                  |
| ۱۳۸۶      | بودن             | تهیه‌کننده          | فیلم کوتاه                                  |
| ۱۳۸۶      | زنگ مدرسه        | تهیه‌کننده          | سریال ۲۶ قسمتی                              |
| ۱۳۸۷      | خانه من کجاست؟   | تهیه‌کننده          | فیلم کوتاه                                  |
| ۱۳۸۸      | دخترک ابری       | تهیه‌کننده          | فیلم کوتاه                                  |
| ۱۳۸۸      | خانواده من       | تهیه‌کننده          | سریال ۲۶ قسمتی                              |
| ۱۳۸۸      | دوستان جنکل ۲    | تهیه‌کننده          | سریال ۲۶ قسمتی                              |
| ۱۳۸۸      | نوازنده          | تهیه‌کننده          | فیلم کوتاه برنده سیمرغ جشنواره فجر          |
| ۱۳۸۹      | روزگار سپری شده  | تهیه‌کننده          | فیلم کوتاه                                  |
| ۱۳۸۹      | دوستان جنگل۳     | تهیه‌کننده          | سریال ۲۶ قسمتی                              |
| ۱۳۸۹      | مثل یک بازی      | تهیه‌کننده          | سریال ۲۶ قسمتی                              |
| ۱۳۸۹      | بی‌بازگشت         | تهیه‌کننده          | فیلم کوتاه                                  |
| ۱۳۸۹      | وال استریت       | تهیه‌کننده          | فیلم کوتاه                                  |
| ۱۳۸۹      | قلب فرشته        | تهیه‌کننده          | فیلم کوتاه                                  |
| ۱۳۹۰      | زرد و مشکی       | تهیه‌کننده          | سریال ۲۶ قسمتی                              |
| ۱۳۹۰      | طعم شیرین عسل    | تهیه‌کننده          | سریال ۲۶ قسمتی                              |
| ۱۳۹۰      | ماه من           | تهیه‌کننده          | فیلم کوتاه                                  |
| ۱۳۹۱      | زرد و مشکی       | تهیه‌کننده          | فیلم بلند                                   |
| ۱۳۹۲      | مثل یک بازی ۲    | تهیه‌کننده          | سریال ۲۶ قسمتی                              |
| ۱۳۹۲      | زرد و مشکی ۲     | تهیه‌کننده          | سریال ۲۶ قسمتی                              |
| ۱۳۹۳      | دوستان جنگل۴     | تهیه‌کننده          | سریال ۲۶ قسمتی                              |
| ۱۳۹۳      | شهر کیمدی‌ها      | تهیه‌کننده          | سریال ۲۶ قسمتی                              |